# Bastida Pancarana
Bastida Pancarana település Olaszországban, Lombardia régióban, Pavia megyében. Lakosainak száma 947 fő (2023. január 1.). Bastida Pancarana Bressana Bottarone, Castelletto di Branduzzo, Cava Manara, Pancarana, Sommo, Zinasco és Mezzana Rabattone községekkel határos.

## Népesség
A település népességének változása:
| Lakosok száma | 1016 | 1005 | 947  |
|               | 2017 | 2018 | 2023 |